# Antimima nobilis
Antimima nobilis är en isörtsväxtart som först beskrevs av Schwant., och fick sitt nu gällande namn av H. E. K. Hartmann. Antimima nobilis ingår i släktet Antimima och familjen isörtsväxter. Inga underarter finns listade i Catalogue of Life.